# 알렉스 피터
알렉스 피터(독일어: Alex Mariah Peter, 1997년 11월 6일~)는 독일의 모델이다.
한국인 어머니와 남아프리카 출신 아버지 사이에서 태어난 그녀는 독일의 차세대 톱모델(GNTM)에서 우승한 최초의 트렌스젠더 모델이다.